# Eurytides iphitas
Eurytides iphitas је инсект из реда лептира (лат. Lepidoptera) и породице једрилаца (лат. Papilionidae).

## Распрострањење
Ареал врсте је ограничен на једну државу. Бразил је једино познато природно станиште врсте.

## Угроженост
Ова врста се сматра рањивом у погледу угрожености врсте од изумирања.